# Schutzalter

Mindestalter für Einwilligungsfähigkeit in unentgeltliche heterosexuelle Handlungen (bei Bestehen eines Abhängigkeitsverhältnisses gilt oft ein höheres, bei geringem Reife- oder Altersunterschied oder in der Ehe ein niedrigeres Mindestalter)
Pubertät (nur Bundesstaat Nayarit in Mexiko)
12 Jahre
13 Jahre
14 Jahre
15 Jahre
16 Jahre
17 Jahre
18 Jahre
21 Jahre (nur Bahrain)
nur in der Ehe erlaubt

Als Schutzalter wird das Alter bezeichnet, ab dem eine Person juristisch als einwilligungsfähig für sexuelle Handlungen angesehen wird. Sexuelle Handlungen mit Personen unterhalb des Schutzalters werden strafrechtlich verfolgt (sexueller Missbrauch von Kindern). Das Schutzalter in den verschiedenen Kulturen und Rechtsordnungen ist deutlich unterschiedlich und kann von einer Reihe von Einflussgrößen abhängen (z. B. Altersunterschied, Geschlecht, Ehe, Abhängigkeitsverhältnis, Entgelt). Personen, die das Schutzalter erreicht haben, werden als sexualmündig bezeichnet.
In einigen islamischen Ländern ist Geschlechtsverkehr zwischen Menschen, die nicht miteinander verheiratet sind generell strafbar (siehe Karte; ab 2026 soll dies auch in Indonesien gelten, bisher dort nur in Aceh); es gibt also kein Schutzalter im Sinne anderer Staaten, sondern nur ein Alter für die Ehemündigkeit (vgl. Zinā). Das islamische Bahrain hat mit 21 Jahren das weltweit höchste Schutzalter, die Ehemündigkeit liegt dort bei 16 (Frauen) bzw. 18 Jahren (Männer). Dagegen wird in den meisten Ländern die Ehemündigkeit erst einige Jahre nach Überschreiten des Schutzalters erreicht (z. B. in Deutschland: Schutzalter 14 Jahre, Ehemündigkeit 18 Jahre).
In vielen Ländern bestehen Gesetze, die eine Strafverfolgung auch dann ermöglichen, wenn der sexuelle Missbrauch von Kindern oder sexuelle Missbrauch von Jugendlichen im Ausland stattfand; selbst dann, wenn die Tat am Tatort wegen eines dort niedrigeren Schutzalters nicht strafbar ist (in Deutschland seit 1993 § 5 Nr. 8 StGB-D, in der Schweiz Art. 5 StGB-CH, in Österreich § 64 Ziffer 4a StGB-Ö, in Liechtenstein § 64 Ziffer 4a StGB-LI; vgl. auch Artikel 44 der Istanbul-Konvention), siehe Sextourismus.

## Übersicht
| Land          | Altersgrenze | Tatbestand                          | Altersgrenze | Tatbestand                              |
| ------------- | ------------ | ----------------------------------- | ------------ | --------------------------------------- |
| Deutschland   | 14 Jahre     | Sexueller Missbrauch von Kindern    | 16/18 Jahre  | Sexueller Missbrauch von Jugendlichen   |
| Österreich    | 14 Jahre     | Sexueller Missbrauch von Unmündigen | 16/18 Jahre  | Sexueller Missbrauch von Jugendlichen   |
| Schweiz       | 16 Jahre     | Sexuelle Handlungen mit Kindern     |              |                                         |
| Liechtenstein | 14 Jahre     | Sexueller Missbrauch von Unmündigen | 16/18 Jahre  | Sexueller Missbrauch von Minderjährigen |

Bei jeder Grenze in der Tabelle, außer der deutschen 14-Jahre-Grenze, sind Ausnahmen festgelegt (siehe unten oder entsprechende Artikel).

## Deutschland
Die folgende Tabelle stellt die Definitionen der Altersgruppen dar:
| Begriff         | 0     | 1     | 2     | 3     | 4     | 5     | 6        | 7        | 8        | 9        | 10    | 11    | 12      | 13      | 14    | 15    | 16    | 17    | 18                      | 19                      | 20                      | 21                      | 22                      | 23                      | 24                      | 25                      | 26                      | 27   | 28   | 29   |
| Säugling        | ja    | nein  | nein  | nein  | nein  | nein  | nein     | nein     | nein     | nein     | nein  | nein  | nein    | nein    | nein  | nein  | nein  | nein  | nein                    | nein                    | nein                    | nein                    | nein                    | nein                    | nein                    | nein                    | nein                    | nein | nein | nein |
| Kleinkind       | teils | ja    | ja    | teils | teils | teils | teils    | nein     | nein     | nein     | nein  | nein  | nein    | nein    | nein  | nein  | nein  | nein  | nein                    | nein                    | nein                    | nein                    | nein                    | nein                    | nein                    | nein                    | nein                    | nein | nein | nein |
| Kind            | ja    | ja    | ja    | ja    | ja    | ja    | ja       | ja       | ja       | ja       | ja    | ja    | teils   | teils   | teils | teils | teils | teils | nein                    | nein                    | nein                    | nein                    | nein                    | nein                    | nein                    | nein                    | nein                    | nein | nein | nein |
| Kindheit        | nein  | nein  | nein  | frühe | frühe | frühe | mittlere | mittlere | mittlere | mittlere | späte | späte | späte   | späte   | nein  | nein  | nein  | nein  | nein                    | nein                    | nein                    | nein                    | nein                    | nein                    | nein                    | nein                    | nein                    | nein | nein | nein |
| Schulkind       | nein  | nein  | nein  | nein  | nein  | nein  | ja       | ja       | ja       | ja       | ja    | ja    | ja      | ja      | ja    | ja    | teils | teils | nein                    | nein                    | nein                    | nein                    | nein                    | nein                    | nein                    | nein                    | nein                    | nein | nein | nein |
| Jugend (Shell)  | nein  | nein  | nein  | nein  | nein  | nein  | nein     | nein     | nein     | nein     | nein  | nein  | ja      | ja      | ja    | ja    | ja    | ja    | ja                      | ja                      | ja                      | ja                      | ja                      | ja                      | ja                      | nein                    | nein                    | nein | nein | nein |
| Jugend (UN)     | nein  | nein  | nein  | nein  | nein  | nein  | nein     | nein     | nein     | nein     | nein  | nein  | nein    | teils   | teils | ja    | ja    | ja    | ja                      | ja                      | teils                   | teils                   | teils                   | teils                   | teils                   | nein                    | nein                    | nein | nein | nein |
| jugendlich      | nein  | nein  | nein  | nein  | nein  | nein  | nein     | nein     | nein     | nein     | nein  | nein  | nein    | nein    | ja    | ja    | ja    | ja    | teils                   | teils                   | teils                   | nein                    | nein                    | nein                    | nein                    | nein                    | nein                    | nein | nein | nein |
| Teenager        | nein  | nein  | nein  | nein  | nein  | nein  | nein     | nein     | nein     | nein     | nein  | nein  | nein    | ja      | ja    | ja    | ja    | ja    | ja                      | ja                      | nein                    | nein                    | nein                    | nein                    | nein                    | nein                    | nein                    | nein | nein | nein |
| Schutzalter     | ja    | ja    | ja    | ja    | ja    | ja    | ja       | ja       | ja       | ja       | ja    | ja    | ja      | ja      | teils | teils | teils | teils | nein                    | nein                    | nein                    | nein                    | nein                    | nein                    | nein                    | nein                    | nein                    | nein | nein | nein |
| minderjährig    | ja    | ja    | ja    | ja    | ja    | ja    | ja       | ja       | ja       | ja       | ja    | ja    | ja      | ja      | ja    | ja    | ja    | ja    | nein                    | nein                    | nein                    | nein                    | nein                    | nein                    | nein                    | nein                    | nein                    | nein | nein | nein |
| Kindergeld      | ja    | ja    | ja    | ja    | ja    | ja    | ja       | ja       | ja       | ja       | ja    | ja    | ja      | ja      | ja    | ja    | ja    | ja    | teils                   | teils                   | teils                   | teils                   | teils                   | teils                   | teils                   | ehemals                 | ehemals                 | nein | nein | nein |
| jung            | teils | teils | teils | teils | teils | teils | teils    | teils    | teils    | teils    | ja    | ja    | ja      | ja      | ja    | ja    | ja    | ja    | teils                   | teils                   | teils                   | teils                   | teils                   | teils                   | teils                   | teils                   | teils                   | nein | nein | nein |
| geschäftsfähig  | nein  | nein  | nein  | nein  | nein  | nein  | nein     | teils    | teils    | teils    | teils | teils | teils   | teils   | teils | teils | teils | teils | ja                      | ja                      | ja                      | ja                      | ja                      | ja                      | ja                      | ja                      | ja                      | ja   | ja   | ja   |
| religionsmündig | nein  | nein  | nein  | nein  | nein  | nein  | nein     | nein     | nein     | nein     | teils | teils | teils   | teils   | ja    | ja    | ja    | ja    | ja                      | ja                      | ja                      | ja                      | ja                      | ja                      | ja                      | ja                      | ja                      | ja   | ja   | ja   |
| strafmündig     | nein  | nein  | nein  | nein  | nein  | nein  | nein     | nein     | nein     | nein     | nein  | nein  | ehemals | ehemals | teils | teils | teils | teils | ja                      | ja                      | ja                      | voll                    | voll                    | voll                    | voll                    | voll                    | voll                    | voll | voll | voll |
| sexualmündig    | nein  | nein  | nein  | nein  | nein  | nein  | nein     | nein     | nein     | nein     | nein  | nein  | nein    | nein    | teils | teils | teils | teils | ja                      | ja                      | ja                      | voll                    | voll                    | voll                    | voll                    | voll                    | voll                    | voll | voll | voll |
| Alkohol         | nein  | nein  | nein  | nein  | nein  | nein  | nein     | nein     | nein     | nein     | nein  | nein  | nein    | nein    | teils | teils | teils | teils | ja                      | ja                      | ja                      | ja                      | ja                      | ja                      | ja                      | ja                      | ja                      | ja   | ja   | ja   |
| volljährig      | nein  | nein  | nein  | nein  | nein  | nein  | nein     | nein     | nein     | nein     | nein  | nein  | nein    | nein    | nein  | nein  | nein  | nein  | ja, junger Volljähriger | ja, junger Volljähriger | ja, junger Volljähriger | ja, junger Volljähriger | ja, junger Volljähriger | ja, junger Volljähriger | ja, junger Volljähriger | ja, junger Volljähriger | ja, junger Volljähriger | ja   | ja   | ja   |
| heranwachsend   | nein  | nein  | nein  | nein  | nein  | nein  | nein     | nein     | nein     | nein     | nein  | nein  | nein    | nein    | nein  | nein  | nein  | nein  | ja                      | ja                      | ja                      | nein                    | nein                    | nein                    | nein                    | nein                    | nein                    | nein | nein | nein |
| FSK/USK         | 0     | 0     | 0     | 0     | 0     | 0     | 6        | 6        | 6        | 6        | 6     | 6     | 12      | 12      | 12    | 12    | 16    | 16    | 18                      | 18                      | 18                      | 18                      | 18                      | 18                      | 18                      | 18                      | 18                      | 18   | 18   | 18   |

### Allgemeines
Das Schutzalter für sexuelle Handlungen in Deutschland liegt bei mindestens 14 Jahren, je nach Tatbestand gibt es noch die Altersgrenzen 16 Jahre und 18 Jahre. Die unterschiedlichen Schutzaltersstufen sind auch Teil der allgemeinen Altersstufen im deutschen Recht.
Eine Besonderheit des Sexualstrafrechts ist es darüber hinaus, auch die Abgrenzung der im Einzelnen verbotenen Handlungen über die Generalklausel des § 184h StGB je nach Tatbestand unterschiedlich vorzunehmen.

#### Schutzalter 14 Jahre
Mit Ausnahme der nachfolgend genannten Sonderfälle liegt das Schutzalter gemäß § 176 StGB bei 14 Jahren. Sexuelle Handlungen mit Kindern unter 14 Jahren sind als sexueller Missbrauch von Kindern generell verboten. Strafrechtlich verantwortlich ist diesbezüglich jeder mindestens 14 Jahre alte Täter; der Versuch ist strafbar (vgl. § 12 und § 23 StGB). Seit 1. Juli 2021 kann das Gericht gemäß § 176 Absatz 2 StGB von einer Bestrafung absehen, wenn zwischen Täter und Kind die sexuelle Handlung einvernehmlich erfolgt und der Unterschied sowohl im Alter als auch im Entwicklungsstand oder Reifegrad gering ist, es sei denn, der Täter nutzt die fehlende Fähigkeit des Kindes zur sexuellen Selbstbestimmung aus.

#### Schutzalter 16 Jahre
Über die Vorschriften des § 182 StGB Abs. 1 und 2 (Zwangslage, Entgelt) bezüglich des Schutzalters 18 Jahre (siehe unten) hinaus, die auch für unter 16-jährige Opfer gelten, sind sexuelle Handlungen von Personen über 21 Jahren mit 14- und 15-Jährigen nach § 182 Abs. 3 StGB als sexueller Missbrauch von Jugendlichen strafbar, wenn die Person über 21 Jahren die „ihr gegenüber fehlende Fähigkeit zur sexuellen Selbstbestimmung“ des Jugendlichen ausnutzt. Schon bevor 2015 die Worte „ihr gegenüber“ eingefügt wurden, reichte nach der Rechtsprechung des Bundesgerichtshof der bloße Hinweis auf das Alter der 14- oder 15-jährigen Person für eine Verurteilung des erwachsenen Beschuldigten nicht aus, sondern es musste die individuelle Fähigkeit oder Unfähigkeit des Jugendlichen zu sexueller Selbstbestimmung und gegebenenfalls das Ausnutzen dieser Unfähigkeit durch den Erwachsenen im Einzelfall überprüft werden. Auch aus der sexuellen Unerfahrenheit der jugendlichen Person kann das Fehlen der Fähigkeit zur sexuellen Selbstbestimmung nicht abgeleitet werden. Bei § 182 Abs. 3 StGB handelt es sich um ein relatives Antragsdelikt. Das Recht zur Stellung des Strafantrags hat der gesetzliche Vertreter des Opfers, die Antragsfrist beträgt 3 Monate. Falls der gesetzliche Vertreter nicht mindestens 3 Monate vor dessen Volljährigkeit von der Tat und der Person des Täters erfahren hat, kann das Opfer selbst innerhalb von 3 Monaten nach der Volljährigkeit Strafantrag stellen (§§ 77 und 77b StGB). Falls kein Strafantrag gestellt wird, kann die Staatsanwaltschaft trotzdem ein Strafverfahren einleiten, falls ein besonderes öffentliches Interesse an der Strafverfolgung besteht, z. B. weil der Erwachsene bereits einschlägig vorbestraft ist. Der Versuch ist nach § 182 Absatz 4 StGB strafbar. Völlig unklar ist das Verhältnis des § 182 Abs. 3 StGB zum seit 10. November 2016 geltenden Tatbestand sexueller Übergriff, in der Regel wird Tateinheit oder Gesetzeseinheit zu dem mit höherer Strafe bedrohten § 177 StGB vorliegen.
Bei sexuellem Missbrauch von Schutzbefohlenen (§ 174 StGB) galt bis 30. Juni 2021 in vielen Fällen ein Schutzalter von 16 Jahren (jetzt 18 Jahre, siehe unten). Bei § 174 Absatz 2 Nr. 1 blieb das Schutzalter bei 16 Jahren; diese Vorschrift kommt bei Erziehungs- (z. B. Schule) und Betreuungseinrichtungen (z. B. Heim) nur zur Anwendung, wenn der Jugendliche zwar der Einrichtung, in der der Täter arbeitet, aber nicht ihm persönlich anvertraut ist (dann Schutzalter 18 Jahre) und auch keine Ausnutzung der Stellung vorliegt.

#### Schutzalter 18 Jahre
Beim sexuellen Missbrauch von Schutzbefohlenen (§ 174 StGB) liegt seit 1. Juli 2021 das Schutzalter grundsätzlich bei 18 Jahren (Ausnahme siehe oben).
Nach der am 5. November 2008 in Kraft getretenen Neufassung von § 182 StGB sind sexuelle Handlungen mit Personen unter 18 Jahren (auch wenn sie keine Schutzbefohlenen sind) dann als sexueller Missbrauch von Jugendlichen strafbar, wenn eine der folgenden Voraussetzungen vorliegt:
- Die sexuellen Handlungen finden unter Ausnutzung einer Zwangslage statt (Absatz 1). Strafrechtlich verantwortlich ist hier jeder mindestens 14 Jahre alte Täter (völlig unklar ist das Verhältnis des § 182 Absatz 1 StGB zum seit 10. November 2016 geltenden Tatbestand sexueller Übergriff, in der Regel wird Tateinheit oder Gesetzeseinheit zu dem mit höherer Strafe bedrohten § 177 StGB vorliegen).
- Die sexuellen Handlungen finden gegen Entgelt statt (Absatz 2). Strafbar macht sich in diesem Fall nur ein mindestens 18 Jahre alter Täter.

Der Versuch ist nach § 182 Absatz 4 StGB strafbar.

#### Schutzalter 21 Jahre (bis 1973)
Bis zur Änderung des § 175 StGB am 28. November 1973 waren in der Bundesrepublik sexuelle Handlungen von Männern über 21 Jahren mit Männern unter 18 Jahren unter Strafe gestellt (siehe unten).

### Homosexualität (bis 1994)

#### Alte Bundesländer
In der Bundesrepublik Deutschland waren bis 1969 alle homosexuellen Handlungen zwischen Männern gemäß § 175 StGB verboten und mit Gefängnis bedroht, qualifizierte Fälle (z. B. Verführung eines unter 21-Jährigen durch einen Erwachsenen) im § 175a mit Zuchthaus.
Durch das insoweit am 1. September 1969 in Kraft getretene 1. StrRG wurde kurz vor Ende der Großen Koalition von Bundeskanzler Kiesinger der § 175 reformiert, indem das Totalverbot aufgehoben wurde und nur noch die qualifizierten Fälle (Sex mit einem unter 21-Jährigen, homosexuelle Prostitution und Ausnutzung eines Dienst-, Arbeits- oder Unterordnungsverhältnisses) erhalten blieben, die vorher durch § 175a geregelt worden waren. Die Änderungen traten am 1. September 1969 in Kraft. Die Änderung führte jedoch zu merkwürdigen Fallgruppen: Waren beide über 21 (damals Alter der Volljährigkeit) oder unter 18 Jahre alt, so war es straffrei. War einer über 21, der andere unter 21 Jahre, so wurde nur der Ältere bestraft. Waren beide zwischen 18 und 21 Jahre alt, so machten sich jedoch beide strafbar. Das Gericht konnte für unter 21-Jährige von einer Strafe absehen, was die Lage entschärfte. Am 28. November 1973 trat unter dem Kabinett Brandt II (sozialliberale Koalition) eine umfassende Reform des Sexualstrafrechts in Kraft. Der entsprechende Abschnitt im StGB wurde von „Verbrechen und Vergehen wider die Sittlichkeit“ in „Straftaten gegen die sexuelle Selbstbestimmung“ umbenannt. Ebenso wurde der Begriff der Unzucht durch den der „sexuellen Handlungen“ ersetzt. Im § 175 blieb nur noch der Sex mit Minderjährigen als Straftatbestand zurück, wobei das Schutzalter von 21 auf 18 Jahre abgesenkt wurde.
Erst 1994 wurden sexuelle Handlungen zwischen Männern heterosexuellen Handlungen strafrechtlich gleichgestellt.

#### DDR und neue Bundesländer
In der Deutschen Demokratischen Republik (DDR) galten § 175 und § 175a bis zur Strafrechtsreform 1968. Ab dann verbot der § 151 des Strafgesetzbuches (DDR) bis 1988 homosexuelle Handlungen zwischen einem Erwachsenen und einem Jugendlichen gleichen Geschlechts. Bei der Aufhebung des § 151 wurde der § 149 neu gefasst und sah dann ein einheitliches Schutzalter für homo- und heterosexuelle Handlungen vor:
§ 149. Sexueller Mißbrauch von Jugendlichen. (1) Ein Erwachsener, der einen Jugendlichen zwischen vierzehn und sechzehn Jahren unter Ausnutzung der moralischen Unreife durch Geschenke, Versprechen von Vorteilen oder in ähnlicher Weise dazu mißbraucht, mit ihm Geschlechtsverkehr auszuüben oder geschlechtsverkehrsähnliche Handlungen vorzunehmen, wird mit Freiheitsstrafe bis zu zwei Jahren oder mit Verurteilung auf Bewährung bestraft. (2) Die Strafverfolgung verjährt in zwei Jahren.
Nach der deutschen Wiedervereinigung galt in den neuen Ländern bis 1994 aufgrund des Einigungsvertrages der § 149 StGB-DDR weiter.

### Gesetzeslage von 1994 bis 2008
Nach der vom 11. Juni 1994 bis zum 5. November 2008 gültigen Fassung von § 182 Abs. 1 StGB lag die Schutzaltersgrenze bezüglich der Ausnutzung einer Zwangslage sowie der Gewährung von Entgelt bei 16 Jahren, strafbar machen konnte sich dabei nur ein mindestens 18 Jahre alter Täter. Im Falle der Ausnutzung der fehlenden Fähigkeit zur sexuellen Selbstbestimmung eines unter 16 Jahre alten Opfers durch einen mindestens 21 Jahre alten Täter (§ 182 Abs. 2 StGB a.F.) war der Wortlaut der Vorschrift mit dem Wortlaut der aktuellen Fassung (jetzt als Absatz 3) identisch. Der Versuch eines Verstoßes gegen alle Vorschriften des Paragrafen war nicht strafbar.
Am 26. August 2006 beschloss das Bundeskabinett im Rahmen der Umsetzung einer EU-Richtlinie zum besseren Schutz Jugendlicher vor sexueller Ausbeutung eine Reihe von Gesetzen zu ändern. Unter anderem betraf die Änderung auch die Anhebung der bisherigen Schutzaltersgrenze gemäß § 182 Abs. 1 StGB. Nach dem Entwurf der Bundesregierung sollte die Schutzaltersgrenze in den Fällen sexueller Handlungen gegen Entgelt oder unter Ausnutzung einer Zwangslage von 16 auf 18 Jahre angehoben werden. Entfallen sollte bei § 182 Abs. 1 StGB auch die untere Altersgrenze von 18 Jahren für die Strafbarkeit des Täters. Das hätte bedeutet, dass künftig bereits eine Person ab 14 Jahren (Strafmündigkeit) bestraft werden könnte, wenn sie mit einer anderen Person unter 18 Jahren unter Ausnutzung einer Zwangslage oder gegen Entgelt sexuelle Handlungen ausübt. Ebenfalls neu sollte bereits der Versuch eines Verstoßes gegen § 182 StGB unter Strafe gestellt werden. Die für den 27. April 2007 vorgesehene abschließende Beratung im Bundestag wurde von der Tagesordnung abgesetzt, da der Bundesrat eine weitergehende Verschärfung der Vorschrift vorgeschlagen hatte. Demnach sollten sexuelle Handlungen von mindestens 14 Jahre alten Personen an unter 18-Jährigen auch dann als Missbrauch strafbar sein, wenn sie nicht gegen Entgelt, sondern einen „sonstigen“ Vorteil stattfinden. Das hätte bedeutet, dass beispielsweise gegen eine 14- bis 17-jährige Jugendliche ein Ermittlungsverfahren wegen sexuellen Missbrauchs eingeleitet werden könnte, die ihren Freund aus der gleichen Altersgruppe ins Kino eingeladen hat, wenn es dabei zum Petting gekommen ist. Dieser verschärfte Entwurf wurde von den Fraktionen von CDU/CSU und SPD unterstützt und war für den 13. Dezember 2007 im Bundestag zur Abstimmung vorgesehen. Jugendverbände, Sozialwissenschaftler und die Oppositionsparteien FDP, Bündnis 90/Die Grünen und Die Linke übten scharfe Kritik an dieser als „Petting-Paragraf“ bezeichneten Kriminalisierung von sexuellen Handlungen Jugendlicher untereinander. Die Abstimmung wurde von der Tagesordnung abgesetzt, eine erneute Neuformulierung der Gesetzesvorlage wurde am 30. Oktober 2008 vom Bundestag verabschiedet und trat am 6. November 2008 in Kraft. Auch diese seither gültige Fassung von § 182 StGB stieß bei Oppositionspolitikern teilweise auf Kritik. Der rechtspolitische Sprecher von Bündnis 90/Die Grünen im Bundestag, Jerzy Montag, bezeichnete Teile der neuen Vorschriften, wie etwa die (angeblich) erstmals in die deutsche Schutzaltersgesetzgebung eingeführte Möglichkeit, dass der Täter jünger als das Opfer sein kann (z. B. wenn sich ein 14-Jähriger, der einer 17-Jährigen in sexueller Absicht in seinem Zimmer Obdach bietet, wegen „Ausnutzung einer Zwangslage“ strafbar machen kann), als „eine erhebliche Kriminalisierung einvernehmlicher Sexualkontakte Jugendlicher“.

### Verjährung
In § 78 Abs. 3 StGB werden die Verjährungsfristen geregelt, die von einer minimalen Verjährungszeit von drei bis zu dreißig Jahren reichen. Die Länge knüpft daran, mit welcher Höchststrafe die Tat bedroht ist. Die Verjährungsfrist beginnt nach § 78a StGB grundsätzlich, „sobald die Tat beendet ist“. Seit 30. Juni 1994 ist der § 78b Abs. 1 Nr. 1 StGB in Kraft, der für bestimmte Straftaten gegen die sexuelle Selbstbestimmung ein Ruhen der Verjährung zunächst „bis zur Vollendung des 18. Lebensjahres des Opfers“ vorsah. Mit dem Opferrechtsreformgesetz vom 29. Juli 2009 mit Geltung ab 1. Oktober 2009 wurde diese Vorschrift auf bestimmte Körperverletzungshandlungen ausgeweitet. Das Ruhen wurde durch das „Gesetz zur Stärkung der Rechte von Opfern sexuellen Missbrauchs“ vom 26. Juni 2013 mit Geltung ab 30. Juni 2013 bis zur Vollendung des 21. Lebensjahres und durch das 49. Gesetz zur Änderung des Strafgesetzbuches vom 21. Januar 2015 mit Geltung ab 27. Januar 2015 bis zur Vollendung des 30. Lebensjahres verlängert. Diese Ruhensregelung gilt heute (Stand 1. Juli 2021) für Straftaten nach den §§ 174 bis 174c, 176 bis 178, 184b Abs. 1 Satz 1 Nr. 3, 182, 225, 226a und 237 Strafgesetzbuch. In Einzelfällen ist eine Tat damit erst nach 50 Jahren verjährt.

## Österreich
In Österreich liegt das Schutzalter bei 14 Jahren (siehe Sexueller Missbrauch von Unmündigen). Mit diesem Alter beginnt die Mündigkeit (§ 74 Abs. 1 Z 1 öStGB). Das bedeutet, dass prinzipiell alle Formen des sexuellen Kontaktes, mit denen beide einverstanden sind, erlaubt sind, wenn beide das 14. Lebensjahr vollendet haben, es sei denn, eine der beteiligten Personen hat das 16. Lebensjahr noch nicht vollendet und ist aus bestimmten Gründen noch nicht reif genug, „die Bedeutung des Vorgangs einzusehen oder nach dieser Einsicht zu handeln“, und die andere Person nützt diese mangelnde Reife sowie ihre altersbedingte Überlegenheit aus (§ 207b Abs. 1 StGB). Für sexuelle Handlungen, die unter Ausnutzung einer Zwangslage oder unmittelbar gegen ein Entgelt vorgenommen werden, liegt das Schutzalter bei 18 Jahren, der Freier eines oder einer Prostituierten unter 18 Jahren macht sich also strafbar (§ 207b Abs. 2 und 3 StGB).
Geschlechtliche Handlungen mit 12- oder 13-Jährigen, bei denen es nicht zum Geschlechtsverkehr (Beischlaf und dem Beischlaf gleichzusetzende geschlechtliche Handlungen) kommt, sind jedoch dann nicht strafbar, wenn der Altersunterschied nicht mehr als 4 Jahre beträgt und die jüngere Person durch die Tat weder längere Zeit in einen qualvollen Zustand versetzt noch in besonderer Weise erniedrigt wird und weder eine schwere Körperverletzung noch der Tod verursacht werden (Alterstoleranzklausel in § 207 Abs. 4 StGB). Geschlechtsverkehr mit 13-Jährigen ist dann nicht strafbar, wenn der Partner nicht mehr als 3 Jahre älter ist und die 13-jährige Person durch die Tat weder längere Zeit in einen qualvollen Zustand versetzt noch in besonderer Weise erniedrigt wird und weder eine schwere Körperverletzung noch der Tod verursacht werden (Alterstoleranzklausel in § 206 Abs. 4 StGB). Davon unberührt bleiben die im § 207b genannten Fälle, in denen sexuelle Handlungen auch mit 14-Jährigen strafbar wären (vgl. oben).
Der Missbrauch eines Autoritätsverhältnisses gegenüber Minderjährigen wird durch § 212 StGB unter Strafe gestellt.

### Homosexuelle Handlungen (bis 2002)
Im Jahr 2002 wurde nach einem Erkenntnis des Verfassungsgerichtshofs das Schutzalter für homosexuelle Handlungen unter Männern von 18 auf 14 Jahre gesenkt. Am 9. Januar 2003 verurteilte der Europäische Gerichtshof für Menschenrechte die bis 2002 geltende Ungleichbehandlung als Verstoß gegen die Europäische Menschenrechtskonvention.

## Schweiz
In der Schweiz liegt das Schutzalter bei 16 Jahren (siehe sexuelle Handlungen mit Kindern). Eine Ausnahme besteht aber, wenn der Altersunterschied zwischen den Beteiligten nicht mehr als drei Jahre beträgt (Art. 187 StGB).
Sexuelle Handlungen mit einer Person zwischen 16 und 18 Jahren sind strafbar, wenn die jugendliche Person zur anderen Person in einem Abhängigkeitsverhältnis steht, d. h., wenn sie z. B. deren Schüler(in), Lehrling/Lehrtochter oder Angestellte(r) ist und die andere Person diese Abhängigkeit ausnützt (Art. 188 StGB).
Seit 1. Juli 2014 sind auch sexuelle Handlungen mit Personen zwischen 16 und 18 Jahren gegen Entgelt oder Versprechen von Entgelt unter Strafe gestellt (insbesondere das Ausnützen von minderjährigen Prostituierten), siehe Art. 196 StGB.

## Liechtenstein
In Liechtenstein liegt das Schutzalter bei 14 Jahren (§ 74 Abs. 1 Nr. 1 i. V. m. § 205 und 206 liStGB). Sexuelle Handlungen mit 12- und 13-Jährigen sind nicht strafbar, wenn der Partner nicht mehr als drei Jahre älter ist und die jüngere Person durch die Tat weder längere Zeit hindurch in einen qualvollen Zustand versetzt noch in besonderer Weise erniedrigt wird und die Tat weder eine schwere Körperverletzung noch den Tod der unmündigen Person zur Folge hat (im Gegensatz zu Österreich wird bei der Alterstoleranzklausel nicht zwischen Geschlechtsverkehr und anderen sexuellen Handlungen unterschieden).
Strafbar sind nach § 208 StGB (Sexueller Missbrauch von Minderjährigen) sexuelle Handlungen, die von einer Person über 18 Jahre mit einer Person unter 16 Jahren unter Ausnützung ihrer fehlenden Fähigkeit zur sexuellen Selbstbestimmung oder einer Notlage oder unabhängig vom Alter des Täters mit einer Person unter 18 Jahren gegen Entgelt vorgenommen werden.
Der Missbrauch eines Autoritätsverhältnisses gegenüber Minderjährigen wird durch § 212 StGB unter Strafe gestellt.

## Andere Länder

### Belgien
In Belgien liegt das Schutzalter bei 16 Jahren (derzeit Art. 417/6 Strafgesetzbuch). Sexuelle Handlungen mit 14- und 15-Jährigen sind nicht strafbar, wenn der Altersunterschied nicht mehr als drei Jahre beträgt. Ist der Altersunterschied größer, liegt dennoch keine Straftat vor, wenn der Partner noch minderjährig (also erst 17 Jahre alt) ist. Das bedeutet, dass ein 17 Jahre und 11 Monate alter Jugendlicher, der mit seiner 14 Jahre alten Freundin im gegenseitigen Einverständnis Sex hat, nicht bestraft wird. Ab seinem 18. Geburtstag dürfen die beiden aber keinen Sex mehr miteinander haben, bis sie 16 Jahre alt geworden ist. In der ab 8. April 2026 geltenden Neufassung des Strafgesetzbuchs wird die Vorschrift inhaltlich unverändert zu Artikel 133.

### China
In der Volksrepublik China (einschließlich Macau) liegt das Schutzalter bei 14 Jahren, in Hongkong und Taiwan bei 16 Jahren.

### Frankreich
In Frankreich liegt das Schutzalter bei 15 Jahren. Sexuelle Handlungen sind nicht strafbar, wenn der Altersunterschied weniger als fünf Jahre beträgt (Artikel 222-23-1 und 222-29-2 Code pénal).

### Indien
In Indien gilt seit 1. Juni 2012 ein Schutzalter von 18 Jahren; vorher lag es bei 16 Jahren.

### Irland
In der Republik Irland beträgt das Schutzalter 17 Jahre.

### Italien
Das Schutzalter liegt in Italien bei 14 Jahren. Sexuelle Handlungen mit 13-Jährigen bleiben straffrei, wenn der Altersunterschied höchstens vier Jahre beträgt (art. 609 quater codice penale).

### Japan
In Japan beschloss im Juni 2023 das Oberhaus eine im März 2023 vorgelegte Gesetzesänderung, die das Schutzalter auf 16 Jahre erhöhte; vorher lag es bei nur 13 Jahren (auch schon damals lag es für „obszöne Handlungen“ bei 18 Jahren, vgl. unten).
Das Strafgesetzbuch (刑法, Keihō) sieht in § 176 für sexuelle Handlungen mit Personen unter 16 Jahren eine Freiheitsstrafe zwischen 6 Monaten und 10 Jahren vor. Der Geschlechtsverkehr mit Personen unter 16 Jahren wird nach § 177 als Vergewaltigung mit Freiheitsstrafe von 5 Jahren bis zu 20 Jahren (Höchstmaß vgl. § 12) bestraft (historische Fassungen siehe Nachweise). Allerdings sind sexuelle Handlungen (auch Geschlechtsverkehr) mit 13- bis 15-Jährigen straflos, wenn der Altersunterschied nicht größer als 5 Jahre ist (vgl. aber unten Strafbarkeit „obszöner Handlungen“).
Das Kinderfürsorgegesetz (児童福祉法, Jidō fukushihō) untersagt in § 34 Abs. 6 „obszöne Handlungen“ (淫行, inkō) an Minderjährigen unter 18 Jahren. Der große Senat des Obersten Gerichtshofs stellte dazu 1985 fest, dass eine „obszöne Handlung“ weder vorliegt, wenn beide Parteien gleichaltrig sind noch wenn der Erwachsene an einer ernsthaften Beziehung interessiert ist. Die einzelnen Präfekturen Japans haben jeweils eigene Verordnungen erlassen, die nähere Details zum Gesetz regeln, was „obszöne Handlungen“ sind, sowie Strafhöhen, die auf maximal 2 Jahre Freiheitsstrafe begrenzt sind.

### Kosovo
Das Schutzalter im Kosovo liegt bei 16 Jahren. Einvernehmliche sexuelle Handlungen mit 14- und 15-Jährigen sind erlaubt, wenn der Altersunterschied nicht mehr als zwei Jahre beträgt (Artikel 225 Strafgesetzbuch (Kosovo)).

### Kroatien
Das Schutzalter in Kroatien beträgt 15 Jahre. Eine Straftat liegt nicht vor, wenn der Altersunterschied zwischen den Sexualpartnern nicht mehr als drei Jahre beträgt.

### Malta
Das Schutzalter in Malta liegt seit 2018 bei 16 Jahren.
Zuvor waren nur sexuelle Handlungen mit Personen unter 12 Jahren stets strafbar. Außerdem war Schändung Minderjähriger unter 18 Jahren verboten. Eine Straftat lag nicht vor, wenn eine sexuelle Handlung mit einer Person über 12, aber unter 18 Jahren begangen wurde, sofern die minderjährige Person nach Einschätzung des Gerichts als sexuell erwachsen anzusehen war. Dies hing jeweils von den Gegebenheiten ab. Aus Sicht der Interpol war das Schutzalter somit 18 Jahre.

### Niederlande
In den Niederlanden liegt das Schutzalter bei 16 Jahren (Artikel 247-250 Strafgesetzbuch (Niederlande)). Gleichaltrige werden für einvernehmliche sexuelle Handlungen mit 12- bis 15-Jährigen nicht bestraft (Kinder unter 12 Jahren sind nicht strafmündig).

### Norwegen
In Norwegen liegt das Schutzalter bei 16 Jahren (§§ 299–307 Strafgesetz). Das Gericht kann von Strafe absehen, wenn die Beteiligten in Alter und Entwicklung ungefähr ebenbürtig sind (§ 308).

### Russland
In Russland wurde das Schutzalter 1998 von 14 auf 16 Jahre erhöht. Das russische Strafgesetzbuch unterscheidet zwischen sexuellen Handlungen mit Kindern unter 12 Jahren, unter 14 Jahren bzw. unter 16 Jahren (Artikel 131–135). Strafbar macht sich jede Person, die mindestens 18. Jahre alt ist; bei Handlungen mit Kindern unter 12 Jahren jede strafmündige Person.
In der Gesetzgebung werden homosexuelle und heterosexuelle Handlungen unterschiedlich behandelt: Homosexuelle Handlungen zwischen Personen männlichen Geschlechts waren in der Sowjetunion und in Russland bis 1993 generell illegal. Seit 1993 sind einvernehmliche gleichgeschlechtliche sexuelle Kontakte zwischen Erwachsenen straffrei – für einvernehmliche homosexuelle Kontakte unter Verletzung des Schutzalters gelten jedoch andere Regeln als für heterosexuelle: Die Höchststrafe für einen einvernehmlichen Kontakt mit einem Jugendlichen von 14 bzw. 15 Jahren beträgt vier Jahre bei heterosexuellen, sechs Jahre bei homosexuellen Kontakten (Artikel 134, Abs. 1–2). Wenn der Altersunterschied weniger als vier Jahre beträgt, können heterosexuelle Kontakte nicht mit Gefängnis bestraft werden, homosexuelle Kontakte schon.
Seit Juli 2013, als das föderale Gesetz gegen die so genannte „Homo-Propaganda“ in Kraft getreten ist, gibt es zudem eine Rechtskollision, da homosexuelle Handlungen einer erwachsenen Person mit einem Jugendlichen ab 16 Jahren nicht strafbar sind, jegliche positive Äußerung über Homosexualität vor Personen dieses Alters aber unter Strafe steht.
Im Falle einvernehmlicher heterosexueller Kontakte mit Personen unterhalb des Schutzalters kann ein Gericht zudem von einer Strafe absehen, wenn der Täter zum ersten Mal gegen die Artikel 134–135 verstößt, das Opfer das 14. Lebensjahr vollendet hat und die beiden bereits eine Ehe miteinander eingegangen sind. Das russische Familiengesetzbuch erlaubt zwar generell erst ab 18 Jahren zu heiraten, gleichzeitig wird aber erklärt, dass die Ehemündigkeit auch gesenkt werden darf, wenn es regionale Gesetze erlauben. In manchen Regionen wurde die Ehemündigkeit auf 16, 15 bzw. 14 Jahre gesenkt oder kein Mindestalter mehr vorgegeben, wobei jedoch eine minderjährige Person auf jeden Fall eine Heiratsgenehmigung von Behörden benötigt. Da gleichgeschlechtliche Partnerschaften in Russland keine gesetzliche Anerkennung haben, kann diese Ausnahmeregelung bei homosexuellen Kontakten keine Anwendung finden.

### Serbien
In Serbien sind seit dem 1. Januar 2006 sexuelle Handlungen an bzw. mit Personen, die das 14. Lebensjahr nicht vollendet haben, in jedem Falle strafbar.

### Spanien
In Spanien liegt seit 2015 das Schutzalter bei 16 Jahren. Von 1999 bis 2015 lag es bei 13 Jahren, vor 1999 lag das Schutzalter bei 12 Jahren.

### Tschechien
In Tschechien liegt das Schutzalter bei 15 Jahren (§ 187 Strafgesetzbuch der Tschechischen Republik).

### Türkei
In der Türkei liegt das Schutzalter für Geschlechtsverkehr bei 18 Jahren (Artikel 104 i. V. m. Art. 6 Absatz 1 lit. b tStGB), für andere sexuelle Handlungen bei 15 Jahren (Artikel 103 tStGB).
Im Jahr 2007 rief das Strafverfahren gegen den Deutschen Marco Weiss erhebliche öffentliche Aufmerksamkeit hervor.

### USA
Siehe auch: Sexueller Missbrauch von Jugendlichen#Vereinigte Staaten von Amerika
In den USA ist die Festlegung des Schutzalters eine Angelegenheit der Bundesstaaten. In den meisten wird das „age of consent“ (Ende des Schutzalters) mit 16 Jahren erreicht. In Illinois, Missouri, Louisiana, Colorado, New York, Texas und Wyoming liegt das Schutzalter bei 17 Jahren. Noch strenger sind die Regelungen in Arizona, Idaho, Kalifornien, Florida, Delaware, Utah, North Dakota, Oklahoma, Oregon, Tennessee, Virginia, Kentucky und Wisconsin; in diesen Bundesstaaten liegt das Schutzalter bei 18 Jahren. Sexuelle Handlungen mit Personen, die das age of consent nicht erreicht haben, sind in den Vereinigten Staaten nach verschiedenen Tatbeständen strafbar. So sind im Staat New York alle sexuellen Kontakte mit und zwischen Personen unter 17 Jahren ausnahmslos verboten und werden je nach Altersdifferenz als Vergehen, Verbrechen oder Gewaltverbrechen eingestuft. In einigen Staaten wird in der Strafbarkeit nach Geschlecht unterschieden, so gelten in Idaho sexuelle Kontakte mit weiblichen Partnern unter 18 Jahren ausnahmslos als rape (Vergewaltigung), wohingegen es dort keine direkte Entsprechung für sexuelle Handlungen mit männlichen Minderjährigen gibt.
In manchen Staaten gibt es Ausnahmen, wenn die beteiligten Personen durch eine Ehe oder eine Partnerschaft verbunden sind (vgl. unten) oder wenn das Alter der Beteiligten nicht mehr als eine festgelegte Anzahl von Jahren differiert. Die Rechtslage ist von Staat zu Staat sehr unterschiedlich. Dies ist für Verfolgungsbehörden ein Problem, wenn der Tatort nicht eindeutig bestimmt werden kann.
Bei Verurteilungen drohen neben mehrjährigen Freiheitsstrafen und strengen Bewährungsauflagen außerdem der Verlust des Wahlrechts und empfindliche zivilrechtliche Präventivmaßnahmen wie die häufig öffentlich einsehbare Registrierung als Sexualstraftäter, einhergehend mit Kontaktverbot zu Jugendlichen und Aufenthaltsverboten in definierten Umkreisen von Schulen, Kindergärten und Parks. Dies betrifft nicht nur verurteilte Erwachsene, sondern in gleichem Maße auch Jugendliche, die wegen Unzucht mit anderen Minderjährigen verurteilt werden. Die Festlegungen des Schutzalters und vor allem die Stigmatisierung jugendlicher Liebhaber als Sexualtäter sind Gegenstand der öffentlichen Diskussion. Die Aufsehen erregende Verurteilung eines 17-jährigen Schülers zu zehn Jahren Gefängnis wegen einvernehmlichen Oralverkehrs mit einer 15-Jährigen führte 2006 zur Einführung einer so genannten „Romeo-und-Julia-Klausel“ in das Sexualstrafrecht des Bundesstaates Georgia. Demnach werden 16- und 17-jährige Jugendliche, die sexuelle Handlungen mit 14- und 15-Jährigen ausgeübt haben, in diesem Bundesstaat nicht mehr als Verbrecher, sondern nur noch als Begeher einer Ordnungswidrigkeit verfolgt. Das Urteil gegen den 17-Jährigen wurde vom Obersten Gerichtshof von Georgia (Fall Wilson v. State of Georgia) als grob unverhältnismäßig aufgehoben.
Eine Eigentümlichkeit der Rechtslage in den USA besteht in der Kluft zwischen der zum Teil strengen Regelung des Schutzalters und der Ehemündigkeit in den USA, das vereinzelt (Massachusetts) unter bestimmten Bedingungen nur bei zwölf Jahren liegt.

### Vatikanstadt
Seit dem 1. September 2013 liegt das Schutzalter in der Vatikanstadt bei 18 Jahren, unabhängig von Geschlecht und sexueller Orientierung. Einvernehmliche sexuelle Handlungen an Jugendlichen innerhalb der Ehe stellen keine Straftaten dar.
Die Vatikanstadt hatte zuvor keine eigene Schutzaltersgesetzgebung. Im Gesetz über Rechtsquellen (Legge sulle fonti del diritto) vom 1. Oktober 2008 (in Kraft seit 1. Januar 2009) wurde als erste Rechtsquelle und Bezugspunkt für die Auslegung das Kanonische Recht festgelegt, welches kein Sexualstrafrecht enthielt. Weitere Hauptquellen waren die von der Vatikanstadt erlassenen Gesetze, Dekrete, Reglemente und internationalen Abkommen (Art. 1). Brauchte man Regelungen für Bereiche, welche in den Rechtsquellen keine Beachtung finden, so griff man subsidiär auf italienische Gesetze und Rechtserlasse zurück, teilweise auf aktuelle Fassungen, teilweise auf zu einem bestimmten Zeitpunkt eingefrorene Fassungen. Für das Strafrecht war Art. 7 (Norme penali), Abs. 1 des Gesetzes über Rechtsquellen von 2008 relevant. Dieser besagte, dass mit den Einschränkungen des Art. 3 (Übernahmen dürfen nicht den Geboten oder dem Kanonischen Recht widersprechen) das italienische Strafgesetzbuch (Codice Penale, CP), wie es schon mit dem ebenfalls als Gesetz über Rechtsquellen benannten Gesetz Nr. II vom 7. Juni 1929 übernommen wurde, mit allen bisherigen vatikanischen Änderungen (nicht den italienischen Änderungen) galt. Damals wurde nach Art. 4 das italienische Strafgesetzbuch aus dem Jahr 1889 in der eingefrorenen Fassung vom 8. Juni 1929 übernommen. Im Jahr 1969 wurde Art. 4 geändert und der Stichtag auf den 31. Dezember 1924 vorverlegt (damit wurde die Todesstrafe in der Vatikanstadt abgeschafft, die in Italien nach 1924 wieder eingeführt worden war). Es gab einige weitere Änderungen, die jedoch nicht für das Sexualstrafrecht relevant waren (siehe auch Strafrecht (Vatikanstadt)).
Somit galt in der Vatikanstadt das in Italien 1929/1924 gültige Schutzalter von 12 Jahren und bei Abhängigkeitsverhältnissen von 15 Jahren.
In der Praxis kommen noch folgende zwei weitere Umstände zu tragen: Die Vatikanstadt kann auf ihrem Gebiet straffällig gewordene Personen, egal ob sie dort vom Gendarmeriekorps der Vatikanstadt oder von der italienischen Polizei festgenommen werden, zur Aburteilung an Italien übermitteln, welches zur Übernahme verpflichtet ist und dann vatikanisches Recht anzuwenden hat. Nur bei einer vorherigen Flucht auf italienisches Territorium kommt das dort geltende Strafrecht zur Anwendung.
Die römisch-katholische Kirche verurteilt außerehelichen Geschlechtsverkehr und legt die Ehemündigkeit gemäß Codex Iuris Canonici für Männer auf 16 Jahre, für Frauen auf 14 Jahre fest, wobei die örtlichen Bischofskonferenzen diese Höhe nach oben hin anpassen können.